# Emilio Kléber
Emilio Kléber (1895-1954), que també va utilitzar els noms de Lazar Stern, Lazar Manfred Stern, Manfred Stern, Moishe Stern o Mark Zilbertsegun, va ser un agent secret soviètic, militar i militant comunista, que comandà la XI Brigada Internacional a la Guerra Civil espanyola.
El nom de guerra Kléber procedeix del cognom d'un dels més llegendaris generals de la revolució francesa, Jean-Baptiste Kléber.
Va néixer a la Bucovina, llavors una província de l'Imperi Austrohongarès. Va fer estudis de medicina a Viena. En la Primera Guerra Mundial va ser cridat a files i va combatre fins a ser fet presoner per les tropes zaristes. Amb la Revolució d'octubre és alliberat i s'uneix als bolxevics, integrant-se a l'Exèrcit Roig. Combat en la Guerra Civil Russa i després realitza estudis militars a l'Acadèmia Frunze. En acabat, s'integra, el 1924, als serveis d'intel·ligència militar soviètics.
Va ser funcionari del Komintern i com a tal va realitzar missions per a l'URSS en diferents països del món: Estats Units, Xina, etc. Acudeix a la Guerra d'Espanya integrat en les Brigades Internacionals. Va dirigir la XI Brigada Internacional de l'Exèrcit Popular de la República espanyola durant els combats de la Casa de Campo, en la defensa de Madrid, entre l'1 i el 20 de novembre del 1936, abans de passar a dirigir una Divisió. Al comandament de la Brigada el va substituir l'alemany Hans Kahle.
Quan va deixar Espanya amb la retirada de les Brigades Internacionals, va ser cridat a Moscou, on fou represaliat per Stalin. Jutjat per un tribunal militar, se li van arrencar confessions de suposats actes de traïció i se'l va condemnar a 15 anys de privació de llibertat el 1939, cosa que el va portar al Gulag. El seu nom va ser esborrat de les històries oficials soviètiques de la Guerra Civil espanyola. Va morir en el camp de treball de Sosnovka el 1954.